# Красная Речка (Ленинградская область)
Красная Речка — деревня в Ефимовском городском поселении Бокситогорского района Ленинградской области.

## История
Согласно X-ой ревизии 1857 года:

КОБЫЛЬЯ ГОРА — деревня, принадлежит Колюбакиной: хозяйств — 4, жителей: 11 м. п., 10 ж. п., всего 21 чел.; Шаховской: хозяйств — 3, жителей: 9 м. п., 11 ж. п., всего 20 чел.; Мягковой: хозяйств — 4, жителей: 14 м. п., 6 ж. п., всего 20 чел.; Данилевич: хозяйств — 2, жителей: 7 м. п., 8 ж. п., всего 15 чел.

По земской переписи 1895 года:

КОБЫЛЬЯ ГОРА — деревня, крестьяне государственные бывшие Колюбакиной: хозяйств — 6, жителей: 19 м. п., 19 ж. п., всего 38 чел.; крестьяне бывшие Шаховской: хозяйств — 5, жителей: 12 м. п., 16 ж. п., всего 28 чел.; крестьяне бывшие Мягковой: хозяйств — 10, жителей: 31 м. п., 26 ж. п., всего 57 чел.; крестьяне бывшие Данилевич: хозяйств — 3, жителей: 7 м. п., 5 ж. п., всего 12 чел.; крестьяне собственники: хозяйств — 5, жителей: 11 м. п., 12 ж. п., всего 23 чел.

КОБЫЛЬЯ ГОРА — посёлок, крестьяне собственники: хозяйств — 2, жителей: 4 м п., 5 ж. п., всего 9 чел.

В конце XIX — начале XX века деревня административно относилась к Соминской волости 1-го земского участка 3-го стана Устюженского уезда Новгородской губернии.

КОБЫЛЬЯ ГОРА — деревня Кобыльского сельского общества и мещан собственников, число дворов — 44, число домов — 81, число жителей: 108 м. п., 130 ж. п.; Занятие жителей: земледелие, лесные заработки. Тихвинский почтовый тракт. Река Заголоденка. Мелочная лавка, известковый завод. (1910 год)

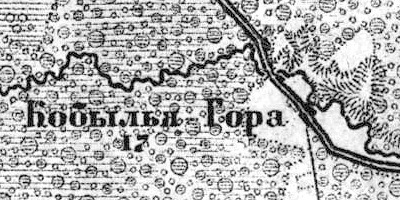
Деревня Красная Речка на карте 1917 года

Согласно военно-топографической карте Новгородской губернии издания 1917 года деревня называлась Кобылья Гора и насчитывала 17 крестьянских дворов.
С 1917 по 1918 год деревня Кобылья Гора входила в состав Тарантаевской волости Тихвинского уезда Новгородской губернии.
С 1918 года, в составе Череповецкой губернии.
С 1924 года, в составе Соминской волости Устюженского уезда.
С 1927 года, в составе Спировского сельсовета Ефимовского района.
По данным 1933 года деревня называлась Кобылья Гора и входила в состав Спировского сельсовета Ефимовского района.
С 1 января 1938 года деревня Кобылья Гора учитывается областными административными данными, как деревня Красная Речка.
С 1954 года, в составе Заголодненского сельсовета.
С 1959 года, в составе Соминского сельсовета.
С 1965 года, в составе Бокситогорского района. В 1965 году население деревни составляло 174 человека.
По данным 1966, 1973 и 1990 годов деревня Красная Речка — по названию одноимённой речки — также входила в состав Соминского сельсовета.
В 1997 году в деревне Красная Речка Соминской волости проживали 38 человек, в 2002 году — 36 человек (русские — 97 %).
В 2007 году в деревне Красная Речка Ефимовского ГП проживали 13 человек, в 2010 году — 25, в 2015 году — 18, в 2016 году — 12 человек.

## География
Деревня расположена в центральной части района на автодороге А114 (Вологда — Новая Ладога).
Расстояние до административного центра поселения — 10 км.
Расстояние до ближайшей железнодорожной станции Ефимовская — 15 км. 
Через деревню протекает река Заголоденка.

## Демография
| 1997 | 2002 | 2007 | 2010 | 2017 |
| ---- | ---- | ---- | ---- | ---- |
| 38   | ↘36  | ↘21  | ↗25  | ↘12  |